# Ferro-tschermakite
La ferro-tschermakite (simbolo IMA: Fts) è un raro minerale del supergruppo dell'anfibolo, all'interno del quale viene collocato nel "gruppo degli anfiboli con W(OH,F,Cl)-dominante" e da lì al sottogruppo degli anfiboli di calcio dove occupa un posto nel "gruppo contenente la radice tschermakite nel nome"; essendo un anfibolo, appartiene agli inosilicati e pertanto alla famiglia minerale dei "silicati", e possiede composizione chimica ☐Ca2(Fe2+3Al2)(Si6Al2)O22(OH)2.

## Etimologia e storia
Dato che gli anfiboli hanno subito nel tempo ridefinizioni e rinomine, per quanto riguarda la ferro-tschermakite bisogna tenere presente che questo minerale è definito come un membro del gruppo della tschermakite con Fe2+>Mg e Al>Fe3+ in posizione C. La ferro-tschermakite è stata ridefinita nella nomenclatura dell'anfibolo del 2012 in quanto:
1. la formula è cambiata da ☐(Ca2)(Fe2+3AlFe3+)(Al2Si6O22)(OH)2 a ☐(Ca2)(Fe2+3Al2)(Al2Si6O22)(OH)2. Di conseguenza, tutti i riferimenti bibliografici precedenti al 2012 alla ferro-tschermakite devono essere controllati per verificare che Al>Fe3+ sia in posizione C. Se Fe3+>Al in posizione C il materiale sarà ferro-ferri-tschermakite.
2. il gruppo della tschermakite è definita nella nomenclatura del 2012 con C(Al+Fe3++2Ti)>1,5 apfu (atomi per unità formula), mentre la definizione pre-2012 era definita con 5,5 < Si < 6,5 apfu. Questa ridefinizione non cambia la formula, ma molti anfiboli che si qualificano come tschermakite prima del 2012 saranno ora ferro-orneblenda o ferro-ferri-orneblenda.

Va anche notato che prima del 1978 la tschermakite era definita con A+B(Na+K+Ca)<2,5. Poiché la tschermakite contiene spesso meno di 2 apfu di calcio, la letteratura più antica può descrivere gli anfiboli con A(Na+K)>0,5 come tschermakiti; queste sono ora considerate pargasiti.
Il termine ferrotschermakite è stato introdotto in una pubblicazione del 1945 per indicare il termine con composizione Ca2Fe3Al2(OH)2Si6Al2O22 contenente ferro ferroso (Fe3+) in sostituzione del magnesio; con la revisione della nomenclatura degli anfiboli del 1997 (IMA 1997) la formula chimica è stata modificata in ☐Ca2(Fe2+3AlFe3+)Si6Al2O22(OH)2 e il nome alumino-ferrotschermakite è stato assegnato alla formula ☐Ca2(Fe2+3Al2)Si6Al2O22(OH)2. Con la revisione IMA 2012 il nome e la formula sono cambiati in quelli attuali e il vecchio nome non è stato più accettato.
A corollario di tutto, va aggiunto che la radice tschermakite è stata data in onore di Gustav Tschermak von Seysenegg (1836 - 1927), mineralogista austriaco dell'Università di Vienna.

## Classificazione
Nella classica nona edizione della sistematica dei minerali di Strunz, aggiornata dall'Associazione Mineralogica Internazionale (IMA) fino al 2009, la ferro-tschermakite è elencata col nome ferrotschermakite ed è collocata nella classe "9. Silicati (germanati)" e da lì nella sottoclasse "9.D Inosilicati"; questa viene ulteriormente suddivisa in base alla struttura cristallina del minerale, in modo tale che la ferro-tschermakite possa essere trovata nella sezione "9.DE Inosilicati con catene doppie di periodo 2, Si4O11; clinoanfiboli" dove forma il sistema nº 9.DE.10.
Tale classificazione resta invariata anche nell'edizione successiva, proseguita dal database "mindat.org" e chiamata Classificazione Strunz-mindat.
Nella Sistematica dei lapis (Lapis-Systematik) di Stefan Weiß la ferro-tschermakite si trova nella classe dei "silicati" e nella sottoclasse degli "inosilicati"; qui si trova nella sezione riservata ai minerali con struttura "[Si4O11] a due bande 6-; gruppo degli anfiboli; Ca2-anfiboli" dove forma il sistema nº VIII/F.10.
Anche la classificazione dei minerali secondo Dana, usata principalmente nel mondo anglosassone, elenca la ferro-tschermakite nella famiglia dei "silicati"; qui è nella classe degli "inosilicati: catene doppie non ramificate, W=2" e nella sottoclasse degli "inosilicati: catene doppie non ramificate, configurazione anfibolo W=2" dove forma il "gruppo 2, Anfiboli di calcio" con il sistema nº 66.01.03a.

## Abito cristallino
La ferro-tschermakite cristallizza nel sistema monoclino nel gruppo spaziale C2/m (gruppo nº 12) con le costanti di reticolo a = 9,7598(6) Å, b = 18,022(1) Å, c = 5,3299(3) Å e β = 104,826(1)°, oltre ad avere 2 unità di formula per cella unitaria.

## Origine e giacitura
La ferro-tschermakite è presente nella pegmatite granitica in un batolite; è stata trovata anche in una varietà di rocce metamorfiche (anfibolite, metacarbonato, scisto, gneiss); la paragenesi è con almandino, biotite, clorite, plagioclasio e staurolite.
La ferro-tschermakite è piuttosto rara ed è stata trovata in poco più di una ventina di siti sparsi per il mondo; qui si ricorda solo la sua località tipo, la cava "B.G.P. Granite" (48.81389°N 3.48056°W) presso Perros-Guirec (in Bretagna, Francia).

## Forma in cui si presenta in natura
La ferro-tschermakite forma cristalli a forma di lama o aciculari. Il minerale ha lucentezza vitrea, colore che va dal verde a verde scuro, da verde-nero a nero, ma anche verde-marroncino, mentre il colore del suo striscio è grigio-verde pallido.